# ペルディッカス3世
ペルディッカス3世（希：Περδίκκας Γ`、ラテン文字転記：Perdiccas III、? - 紀元前359年）は、アルゲアス朝のマケドニア王（在位：紀元前368年 - 紀元前359年）である。

## 生涯
ペルディッカスはアミュンタス3世とエウリュディケの次男であり、先代の王アレクサンドロス2世の弟で、ピリッポス2世の兄である。紀元前368年にアレクサンドロス2世がアロロスのプトレマイオスによって殺され、パウサニアスなる者が王位を狙った。そこでエウリュディケは幼子2人、ペルディッカスとピリッポスを連れてアテナイの将軍でアミュンタスの養子になっていたイフィクラテースを頼った。その結果、パウサニアスはイフィクラテースによって追放され、王権を壟断していたプトレマイオスは成長したペルディッカスによって殺された。しかし、王位についたペルディッカスはアンフィポリスをめぐってアテナイと対立した。彼はアテナイと戦争をしたが、アテナイの将軍カリステネスと講和した。また、ペルディッカスは文人のパトロンでもあり、彼の庇護を受けた者としてはプラトンの弟子エウフライオスがいる。エウフライオスは大きな影響を及ぼして若い王の寵愛を受けて高い地位に上り、マケドニアの学界から哲学者と幾何学者以外を追い出した。ペルディッカスはイリュリア人の戦いで4000人の兵士と共に敗死した。王位はペルディッカスの息子アミュンタス4世が継承し、ペルディッカスの弟ピリッポスがそれを後見したが、間もなくピリッポス自身が王位についた。

## 註
1. ↑  ディオドロス, XV. 60
2. ↑  ユスティヌス, VII. 4
3. ↑  ディオドロス, XV. 77
4. ↑  アイスキネス, 「誤った使節について」, 28 - 29
5. ↑  アイスキネス, 「誤った使節について」, 29 - 30
6. ↑  Smith, A Dictionary of Greek and Roman biography and mythology
7. ↑  ディオドロス, XVI. 2
8. ↑  ユスティヌス, VII, 5